# 釜池真道
釜池 真道（かまいけ しんどう、1986年10月23日 - ）は、日本の元ラグビー選手。

## プロフィール
- 大阪府出身[1]。
- ポジションはセンター(CTB)。
- 身長 174cm、体重 88kg
- ニックネームはカマチャン。
- 7人制日本代表に選ばれたことがある[2]。
- U19日本代表[3]やU21日本代表[4]に選ばれたことがある。

## 略歴
2005年、啓光学園高校卒業後、同志社大学に入る。なお啓光学園高校時代に高校日本代表に選ばれ、第28回全国高校東西対抗試合の参加メンバーに選出された。
2009年、同志社大学卒業後、NECグリーンロケッツに加入。同年9月5日に行われたジャパンラグビートップリーグ第1節のクボタスピアーズ戦に途中出場で公式戦初出場を果たした。
2021年、現役を引退した。